# V Legislatura del Congreso Nacional de Venezuela
La V Legislatura del Congreso Nacional de Venezuela estuvo conformada por diputados y senadores de diez partidos políticos nacionales, teniendo la mayoría Acción Democrática (AD). Gonzalo Barrios fue el presidente del Congreso.
Fue la primera legislatura desde la II Legislatura que fue electa con participación de los partidos de todo el espectro político, tras las políticas de pacificación del presidente Rafael Caldera.

## Senadores
| Entidad federal | Diputado                     | Partido            | Ref   |
| --------------- | ---------------------------- | ------------------ | ----- |
|                 | Gonzalo Barrios (presidente) | Acción Democrática | [ 1 ] |
| Miranda         | José Ángel Ciliberto         | Acción Democrática |       |
| Miranda         | Vicente Emilio Sojo          | Acción Democrática |       |
| Portuguesa      | Pablo Herrera Campíns        |                    | [ 2 ] |
|                 | Aquiles Oráa                 |                    | [ 2 ] |
|                 | Fernando Travieso            |                    | [ 2 ] |
|                 | Germán Briceño Ferrigni      |                    | [ 2 ] |
|                 | José Luis González Páez      |                    | [ 2 ] |
|                 | José Luis Zapata             |                    | [ 2 ] |
|                 | Rafael Ledezma               |                    | [ 2 ] |

## Diputados
| Diputado                                  | Entidad federal  | Partido                  | Ref   |
| ----------------------------------------- | ---------------- | ------------------------ | ----- |
| Gonzalo Ramírez Cubillán (vicepresidente) |                  | Copei                    |       |
| Oswaldo Álvarez Paz (vicepresidente)      |                  | Copei                    |       |
| Celestino Armas                           |                  | Acción Democrática       |       |
| Miguel Bellorín Tineo                     |                  | Acción Democrática       |       |
| David Brillembourg                        |                  |                          |       |
| Ovidio González                           |                  |                          |       |
| Rafael Guerra Ramos                       |                  |                          |       |
| Arturo Hernández Grisanti                 | Estado Sucre     | Acción Democrática       |       |
| Gustavo Machado                           |                  | Partido Comunista        |       |
| Domingo Maza Zabala                       |                  |                          |       |
| Salom Mesa                                |                  |                          |       |
| Rafael Andrés Montes de Oca               |                  |                          |       |
| Lewis Pérez                               |                  |                          |       |
| Teodoro Petkoff                           |                  | Movimiento al Socialismo |       |
| Abelardo Raidi                            |                  |                          |       |
| José Vicente Rangel                       |                  | Movimiento al Socialismo | [ 3 ] |
| Gumersindo Rodríguez                      |                  |                          |       |
| Óscar Yanes                               | Distrito Federal | Copei                    |       |
| Guillermo Yepes Boscán                    |                  |                          |       |